# Дигидроарсенит натрия
Дигидроарсенит натрия — неорганическое соединение,
кислая соль натрия и мышьяковистой кислоты 
с формулой NaH2AsO3,
бесцветные кристаллы,
растворяется в воде.

## Получение
- Кипячение раствора метаарсенита натрия:

{\displaystyle {\mathsf {NaAsO_{2}+H_{2}O\ {\xrightarrow {100^{o}C}}\ NaH_{2}AsO_{3}}}}

## Физические свойства
Дигидроарсенит натрия образует бесцветные кристаллы.
Растворяется в воде.

## Химические свойства
- Разлагается при нагревании с образованием метаарсенита натрия:

{\displaystyle {\mathsf {NaH_{2}AsO_{3}\ {\xrightarrow {T}}\ NaAsO_{2}+H_{2}O}}}
- Является восстановителем:

{\displaystyle {\mathsf {NaH_{2}AsO_{3}+I_{2}+H_{2}O\ {\xrightarrow {}}\ NaH_{2}AsO_{4}+2HI}}}